# Пьяниджани, Симоне
Симоне Пьяниджани (итал. Simone Pianigiani; род. 31 мая 1969 Сиена, Италия) — итальянский баскетбольный тренер.

## Карьера
Свою самостоятельную карьеру Пьянджиани начинал в сезоне 2006/2007 с работы в «Сиене», где до этого долгое время был ассистентом главного тренера. С сиенцами Симоне выиграл шесть чемпионских титулов и четыре кубка страны, а также дважды выводил в финал  4-х Евролиги. С 2009 по 2015 год он руководил национальной сборной Италии, которую  трижды выводил в финальную стадию чемпионата Европы.
Работая в турецком «Фенербахче»  (2012—2013), Симоне Пьнджиани не добился значительных успехов, пополнив клубную статистику трофеев  Кубком Турции. На момент отставки клуб находился в пятёрке лучших команд чемпионата, но занимал лишь 7-е место из 8 своей группе в Евролиге.
В июне 2016 года Пьянджиани подписал двухлетний контракт с иерусалимским «Хапоэлем», но отработал лишь сезон, выиграв чемпионат Израиля и Кубок лиги, после чего оказался в «Олимпии». Контракт с миланским клубом рассчитан на три года.